# Ришдорфер, Михал
Михал Ришдорфер (словац. Michal Riszdorfer, род. 26 мая 1977) — словацкий гребец на байдарках, многократный чемпион мира, призёр олимпийских игр.
Михал Ришдорфер родился в 1977 году в Братиславе (ЧССР). На Олимпиаде 2004 года завоевал бронзовую медаль на байдарке-четвёрке на дистанции 1000 м, на Олимпиаде 2008 года на этой же дистанции завоевал серебряную медаль.